# Tempelrolle

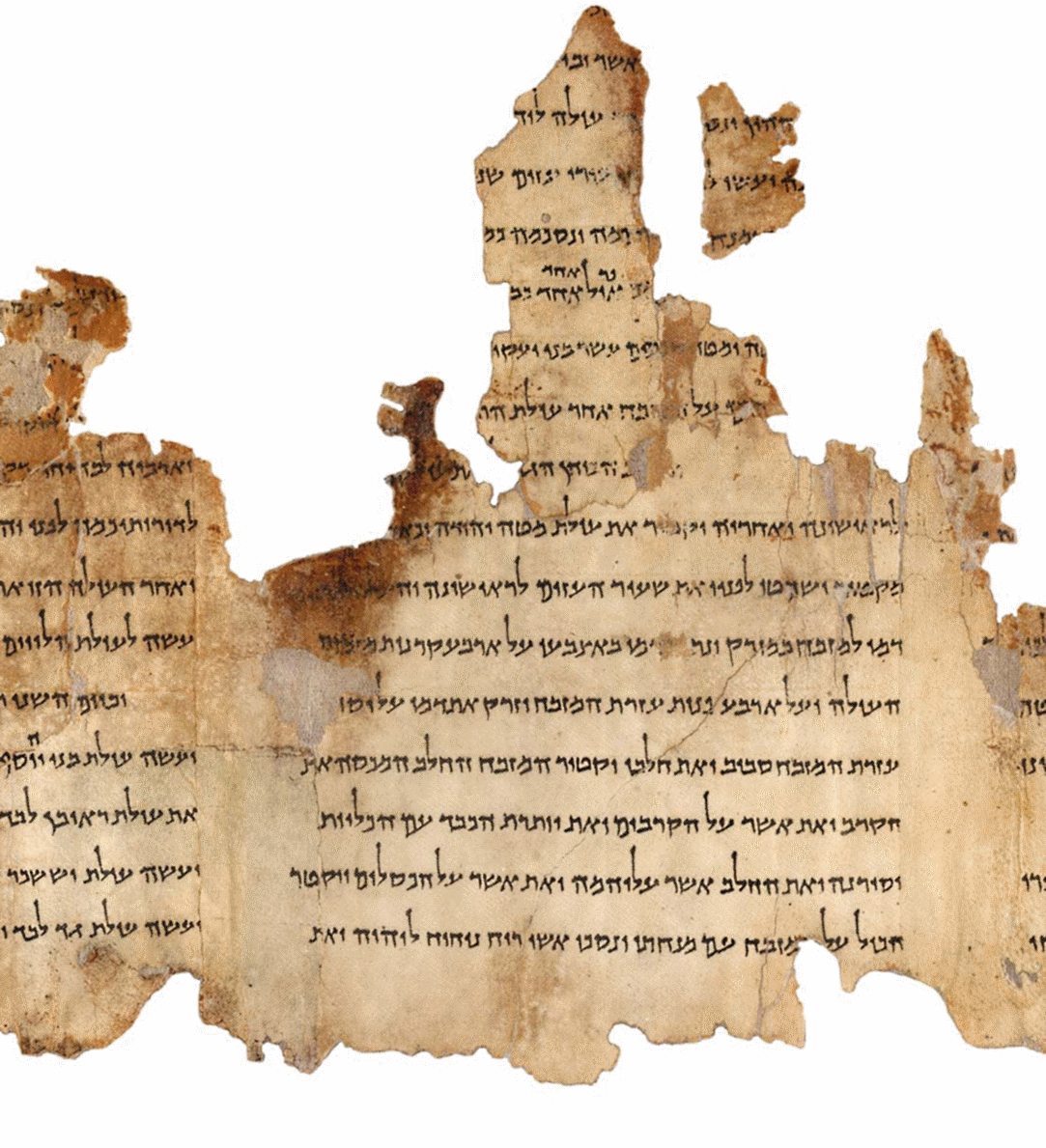
Teil von 11QT^{a}.

Die Tempelrolle ist ein antiker jüdischer Text, der sich mehrfach unter den Schriftrollen vom Toten Meer fand:
- 11QTa (11Q19) ist eine besonders hochwertige Ausfertigung (schöne Schrift, feines Pergament) und mit 66 Spalten die längste erhaltene Qumranrolle;
- 11QTb (11Q20)
- weitere Fragmente dieses Textes: 11Q21 und vielleicht auch 4Q365a und 4Q524.[1]

## Auffindung von 11QTa
Beduinen hatten im Februar 1956 Höhle 11 entdeckt und komplett ausgeräumt, darunter auch die Rolle 11QTa. Sie gelangte in den Besitz des Antikenhändlers „Kando“ in Bethlehem. Als israelische Truppen 1967 das Westjordanland eroberten, veranlasste Yigael Yadin, dass ein Kommando Kandos Laden durchsuchte (der später finanziell dafür entschädigt wurde). Die Tempelrolle wurde gefunden und konfisziert. Sie steckte in einem Schuhkarton unter den Fußbodenbrettern, ein schlechter Aufbewahrungsort, denn sie hatte dort durch eingesickertes Putzwasser erheblichen Schaden genommen.
Die Rolle wird heute zusammen mit anderen Qumranschriften im Schrein des Buches präsentiert, der zum Israel Museum in Jerusalem gehört.

## Inhalt
Der Text, dessen Anfang verloren ist, gibt sich als direkte Gottesrede und überbietet damit die Tora des Mose. Halachische Stoffe, die in der Tora an verschiedenen Stellen thematisiert werden, hat die Tempelrolle systematisch angeordnet:
1. Spalten III bis XIII: der Tempel in Jerusalem mit seinem Altar;
2. Spalten XIII bis XXIX: Festkalender mit sonst nicht bekannten Festen;
3. Spalten XXX bis XLV: die Höfe des Tempels;
4. Spalten XLV bis LI: Reinheitsgebote;
5. Spalten LII bis LXVI: vermischte Gebote.

## Verhältnis zum biblischen Text der Tora
Yadin sah in der Tempelrolle eine Collage biblischer Texte, zumal sie sich oft eng an den Masoretischen Text anschließt und ihn lediglich als Gottesrede umformuliert. Die Mehrheit der Forscher ist ihm darin gefolgt, obwohl die Tempelrolle auch außerbiblische Quellen verarbeitet hat. Unklar ist, ob die Verfasser der Tempelrolle im Sinn hatten, die Tora zu ersetzen, oder ob es ihnen um eine Aktualisierung des biblischen Textes für ihre Zeit ging. Das unter dem Stichwort Rewritten Scripture (ein von Géza Vermes geprägter Begriff: Rewritten Bible) diskutierte Problem stellt sich auch bei anderen zeitgenössischen Texten, z. B. dem Jubiläenbuch.

## Datierung und Provenienz des Textes
Viele Forscher vermuten, dass die Endredaktion der Tempelrolle in der frühen Hasmonäerzeit (2. Hälfte 2. Jahrhundert v. Chr.) stattgefunden hat, weil sie das Königsgesetz (Spalten LVI bis LIX) als Kritik an den Hasmonäern interpretieren. Das ist aber nicht zwingend.
Yadin sah in der Tempelrolle eine Schrift der Essener, eine Ansicht, die heute kaum noch vertreten wird. Vorsichtig vermutet man, dass hinter der Tempelrolle Kreise standen, die mit den Gruppen in Verbindung waren, aus denen später der Jachad entstand.

## Forschungsgeschichte
In der Geschichte der Qumranforschung war die Publikation der Tempelrolle durch Yadin auf Ivrit im Jahr 1977 ein Wendepunkt. Man nahm wahr, dass sich dieser umfangreiche Text ganz der Halacha widmet. „Plakativ gesagt folgt dreißig Jahren christianisierender Lektüre der Rollen nun eine Epoche der ‚Rejudaisierung‘, einer Heimholung Qumrans in die jüdischen Studien.“  Außerdem war die Tempelrolle die erste große Schriftrolle, bei der viele Forscher anzweifelten, ob Essener ihre Urheber waren.